# Bistum Autun
Das Bistum Autun (lat.: Dioecesis Augustodunensis, franz.: Diocèse d’Autun) ist ein Bistum der römisch-katholischen Kirche in Frankreich, das sich über das Gebiet des Départements Saône-et-Loire erstreckt. Bischof ist seit 2006 Benoît Rivière.

## Geschichte
Die Geschichte der Kirche im heutigen Bistum Autun geht zurück bis zu den beiden Märtyrern Valerius in Tournus und Marcellus in Chalon-sur-Saône, die am Ende des 2. Jahrhunderts dort predigten. Im 3. Jahrhundert wurde das Bistum kanonisch errichtet. 1801 wurden ihm die Gebiete der Bistümer Chalon und Clamecy sowie Teile des Bistums Mâcon hinzugefügt. 1962 wurde es außerdem mit der Territorialabtei Cluny vereint. Deshalb trägt es offiziell den Namen Autun-Châlon-Mâcon-Cluny.
Bis 2002 war es Suffraganbistum von Lyon, jetzt gehört es zum Erzbistum Dijon.

## Weblinks

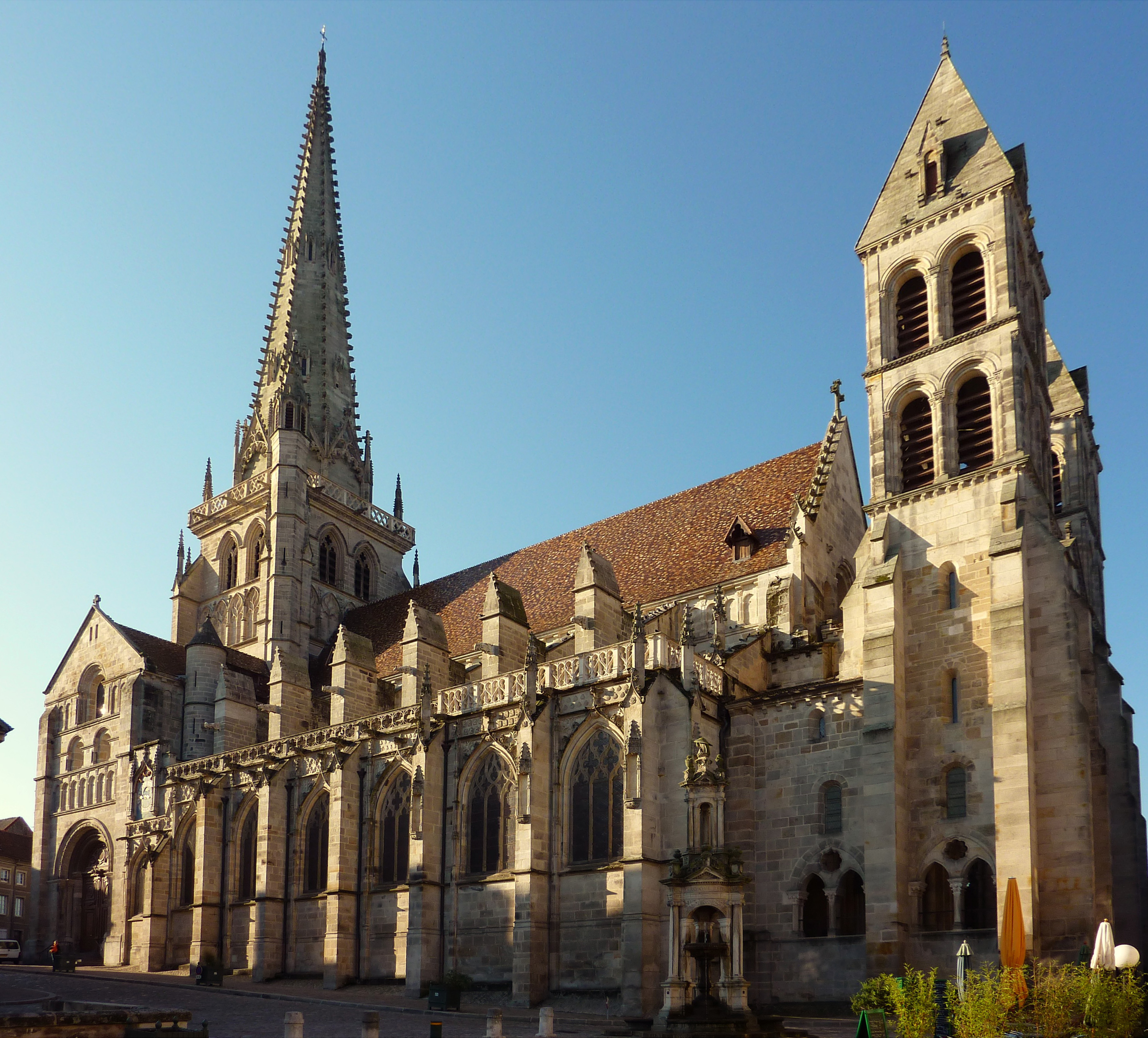
Kathedrale Saint-Lazare in Autun